# Parasophronica phlyaroides
Parasophronica phlyaroides är en skalbaggsart som beskrevs av Stefan von Breuning 1982. Parasophronica phlyaroides ingår i släktet Parasophronica och familjen långhorningar. Inga underarter finns listade i Catalogue of Life.